# Berita RTM
RTM新聞頻道是马来西亚广播电视台（RTM）的一个免费电视频道。
与其他电视频道相比，新频道的动态转型还提供了多种功能，因为它从中午12点到下午2点播出多媒体新闻，然后是晚上7点到晚上9点。该频道在RTM的流媒体服务RTM Klik和Youtube上直播

## 歷史
- 2018年12月30日，RTM新聞頻道開始試播。
- 2020年6月25日19點45分，RTM新聞頻道正式開播，當日起每日12點到14點、19點到21點播出主要新聞節目[1][2]。
- 2024年8月1日，為迎接2025年馬來西亞輪值東盟主席國，RTM新闻频道晚上8:30-10:00的节目时段改為東盟專題節目時段[3]。2024年11月18日，RTM新闻频道更新播出時間晚上8:30-12:00的节目时段。